# Fusilamientos en la Unidad Penal 1 de Córdoba
Los fusilamientos en la Unidad Penal 1 de Córdoba (UP1) o penitenciaria de San Martín comprenden el hecho de que entre marzo y octubre de 1976 fueron fusilados 29 presos políticos en esa unidad del Servicio Penitenciario de Córdoba (Barrio San Martín, Córdoba), en el marco de la dictadura militar autodenominada «Proceso de Reorganización Nacional». En la época en que se cometieron esos crímenes comandaba el III Cuerpo de Ejército el general Luciano Benjamín Menéndez, en tanto que al frente de la IV Brigada Aerotransportada (área 311), unidad de la cual dependía el Servicio Penitenciario, se desempeñaba el general Juan Bautista Sasiaiñ. Como tales, ellos fueron los principales responsables de las muertes.
El asesinato de estos 29 presos políticos, todos activistas políticos de izquierda, marcó el pico más alto del régimen terrorista creado por los militares en la penitenciaría de barrio San Martín. Los presos de la UP1 estuvieron incomunicados totalmente entre el 24 de marzo de 1976 y el 25 de mayo de 1979, es decir, durante más de tres años.

## Metodología represiva
Las requisas del personal militar se caracterizaban por los insultos, burlas y todo tipo de vejaciones; buscando con ello la degradación dignidad humana de los detenidos. El asesinato era moneda corriente tal como lo demuestran los testimonios siguientes. Para asesinar, los militares no tenían ningún tipo de límite, si es que puede haber uno. En algunos casos el asesinato llegaba tras prolongadas sesiones de tortura, por diversión de los verdugos. Algunos fueron asesinados a golpes, tras feroces palizas o estacados en el patio de la cárcel en una madrugada de julio, con cinco grados bajo cero. La ferocidad de los militares era sólo comparable al placer que visiblemente le proporcionaban sus crímenes. Vayan de muestra las palabras del general Sasiaiñ: "Les vengo a comunicar que todos ustedes están condenados a muerte. Pero no se pongan contentos, pues morirán uno a uno muy lentamente, de manera que se arrepientan de haber nacido".
Pero el método más común para el asesinato de los detenidos, fue la aplicación de la llamada "ley de fuga" o supuestos "enfrentamientos" con vehículos civiles nunca identificados, como lo sucedido en los casos González de Baronetto, Hubert, Ceballos, García, Balustra y Díaz o Zorrilla, Barrera, Abdón y Barberis. El ejército los fusilaba. Después con absoluto se informaba al juez a cargo de los presos, que habían muerto en un enfrentamiento o al haber intentado escapar.

## Testimonios
Lo ocurrido en la penitenciaría fue reconstruido sobre la base de informes y testimonios de muchos de los 800 presos que pasaron por esa cárcel luego del golpe militar de 1976. En algunos casos los datos conseguidos para este material fueron muy escasos y es que el tiempo, y también en ocasiones la distancia, hicieron su trabajo.

Todos éramos presos a disposición de la justicia federal y del PEN. En mi caso particular, llevaba tres años detenido. Algunos sólo estaban a disposición del PEN pues el juez no tenía elementos para acusarlos (caso Claudio Zorrilla).

En los primeros días de abril del 76, el ejército toma bajo su custodia todos los presos alojados en la UP1. A partir de entonces, con la complicidad de los jueces y autoridades del Servicio Penitenciario, pasamos a ser los "DT" de Menéndez, en cualquier cárcel del país y en todos los años siguientes.
A partir del golpe somos encerrados en celdas y se nos priva de visitas, diarios, radios, libros, etc. La requisa nos retira todas las pertenencias personales, dejándonos lo puesto y una frazada.
Los militares comienzan a entrar a los pabellones y nos dan palizas tras palizas. Eduardo Bartoli es llevado a Informaciones y lo matan aplicándole la ley de fuga, junto a María Eugenia Irazusta y Hugo Chiavaroni, que se encontraban detenidos en esa dependencia policial, el 30 de abril de 1976.

Recuerdo al general Sasiaiñ entrando en una celda y pateando los platos de caldo que teníamos por toda comida. Nos pone contra la pared y dice: "Les vengo a comunicar que todos ustedes están condenados a muerte. Pero no se pongan contentos, pues morirán uno a uno muy lentamente, de manera que se arrepientan de haber nacido". Le pega una trompada al que tenía más cerca y se retira. A partir de ese momento la comida se hace más escasa y las palizas más seguidas. La ley de fuga se empieza a aplicar sistemáticamente. A Eduardo De Breuil se le hace presenciar el fusilamiento de su hermano Gustavo, de Toranzo y de Vaca Narvaja. Se lo vuelve a la cárcel con el mensaje del general Menéndez de que: por cada oficial muerto, moriríamos tantos presos y así por cada suboficial, cada soldado y cada civil colaborador de ellos, siendo este último el más "barato", y que nos contara todo lo que le habían hecho ver.
Testimonio de Gustavo Tissera (fragmento)

"Era el día más frío del año (1976), estaba nevando cuando llego a la cárcel para cumplir con mis tareas diarias y siento gritos que venían desde la parte del patio. Después veo que era Moukarzel que estaba estaqueado, le echaban agua fría y le pegaban patadas" "Alsina me dice: lo estamos matando y me pide que lo vea", relató y detalló que los signos vitales estaban normales pero que luego fue empeorando y cuando le avisó a Alsina este "lo golpea muy fuerte, le da patadas, bayonetazos y bastonazos: es el hijo de puta mas grande me decía cuando le preguntaba por qué lo golpeaba" con ese ensañamiento.
Eduardo Fonseca ex enfermero de la UP1 (fragmento)

## Fusilados
Eduardo Daniel Bartoli, Miguel Ángel Mozé, José Alberto Svagusa, Luis Ricardo Verón, Eduardo Alberto Hernández, Diana Beatriz Fidelman, Ricardo Alberto Yung, Carlos Alberto Sgandurra, José Ángel Pucheta, Claudio Aníbal Zorrilla, Miguel Ángel Barrera, Mirta Abdon, Esther María Barberis, Marta Rossetti de Arqueola, José Cristián Funes, Raúl Augusto Bauducco, José René Moukarzel, Miguel Hugo Vaca Narvaja, Higinio Arnaldo Toranzo, Gustavo Adolfo De Breuil, Ricardo Daniel Tramontini, Liliana Páez, Florencio Esteban Díaz, Pablo Alberto Balustra, Jorge Oscar García, Oscar Hugo Hubert, Miguel Ángel Ceballos y Marta González de Baronetto.

## Imputados
- Jorge Rafael Videla, dictador de Argentina.
- General Luciano Benjamín Menéndez, comandante del III Cuerpo de Ejército. Fue procesado con prisión preventiva rigurosa en 1987 y luego liberado en virtud de la ley de punto final.
- General Juan Bautista Sasiaiñ, comandante de la IV Brigada Aerotransportada. Fue procesado con prisión preventiva en 1987. Desprocesado y liberado por la ley de obediencia debida.
- Coronel Vicente Meli, jefe del Estado Mayor de la IV Brigada Aerotransportada, del Cpo Ej III, procesado, fue desprocesado en virtud de la ley de obediencia debida
- Teniente coronel Osvaldo César Quiroga, responsable de los fusilamientos de Vaca Narvaja, De Breuil y Toranzo, procesado y con prisión preventiva, fue desprocesado y liberado en virtud de la ley de obediencia debida.
- Capitán Alejandro Sergio Rafael Latino, procesado por "homicidio calificado" de Pucheta y Sgandurra, fue desprocesado en 1987. Nunca estuvo detenido.
- Teniente Gustavo Adolfo Alsina, responsable de la muerte de René Moukarsel. Procesado y con orden de captura en 1984, fue desprocesado en virtud de la ley de obediencia debida.
- Teniente Enrique Pedro Mones Ruiz, a cargo de la requisa carcelaria cuando fue asesinado Bauduco. Procesado y con orden de captura en 1984, fue desprocesado en virtud de la ley de obediencia debida.
- Teniente 1.º. Nicolás Neme, firmó el retiro de la cárcel de Pablo Balustra, Marta González de Baronetto, Oscar Huber, Miguel Ceballos, Florencio Díaz y Jorge García.
- Cabo Miguel Ángel Pérez, efectuó el disparo que dio muerte a Bauduco. Procesado y con orden de captura, fue desprocesado en virtud de la ley de obediencia debida.
- Prefecto José Alberto Torres, Director de la Unidad Penitenciara N8 1 de Córdoba. Procesado. Desprocesado y en libertad por la ley de obediencia debida.
- Cabo 1.º Luis Eduardo Vázquez, de la Policía Provincia de Córdoba, a cargo de la comisión que retiró de la cárcel a Mozé, Hernández, Verón, Yung, Svagusa y Fidelman.
- Juez Federal Adolfo Zamboni Ledesma, Juzgado Federal N8 1, de Córdoba. Autorizó el retiro de la cárcel de los detenidos políticos que estaban bajo su jurisdicción. Se negó a investigar estos crímenes que le fueron denunciados por otros presos políticos (casos Eduardo De Breuil y Luis M. Baronetto).[3]

## Juicio a los imputados
El 2 de julio de 2010, el Tribunal Oral en lo Criminal Federal N.º 1 de Córdoba, inició el proceso contra el exdictador más otros veinticuatro represores por asesinar a una treintena de presos políticos entre abril y octubre de 1976. Desde el Juicio a las Juntas Militares que el expresidente de facto no estaba sentado en el banquillo.
El 22 de diciembre el Tribunal condenó a prisión perpetua al teniente general Jorge Rafael Videla, al general de división Luciano Benjamín Menéndez, al coronel Vicente Meli, a los tenientes coroneles Mauricio Carlos Poncet, Jorge González Navarro, Raúl Eduardo Fierro y Enrique Pedro Mones Ruiz; al mayor Gustavo Adolfo Alsina y al cabo Miguel Ángel Pérez. El teniente coronel Víctor Pino Cano recibió una pena de 12 años de prisión.
Habían fallecido antes del juicio el general de división Juan Bautista Sasiaiñ, el general de brigada Miguel Ángel Marini, el coronel Aldo José Barufaldi, Antonio Comba, el teniente coronel Benjamín Rivas Saravia y el inspector mayor Raúl Pedro Telledín.